# Blond (groupe suédois)
Pour les articles homonymes, voir Blond.
Blond est un groupe suédois, composé de Jonas Karlhager, Gabriel Forss et Patrick Lundström, qui a représenté la Suède, au Concours Eurovision de la chanson 1997, à Dublin. Le groupe termina à la 14e place avec 36 points. Ils sortirent ensuite l'album éponyme Blond. Deux singles sont devenus des succès modestes, dont Bara hon älskar mej, qui a atteint la quatrième place en Suède,. Le groupe s’est dissous quelques mois seulement après la fin de l’Eurovision
La chanson Bara hon älskar mej était signé par Stephen Berg (auteur et compositeur suédois, qui était déjà l'auteur de la chanson gagnante de 1991 Fångad av en stormvind, interprétée par Carola Häggkvist à Rome).